# 虛擬導具
虛擬導具（Virtual fixture）或稱為虛擬夾具或虛擬支架，是在使用者對實際環境感知的基礎上，疊加上擴增感測資訊的作法，目的是提昇人們進行任務以及遙控機器人任務下的表現。此技術是在1990年代初期由美国空军研究实验室的路易斯·羅森堡所發展。虛擬導具是虚拟现实及擴增實境的開創性平台。

## 歷史

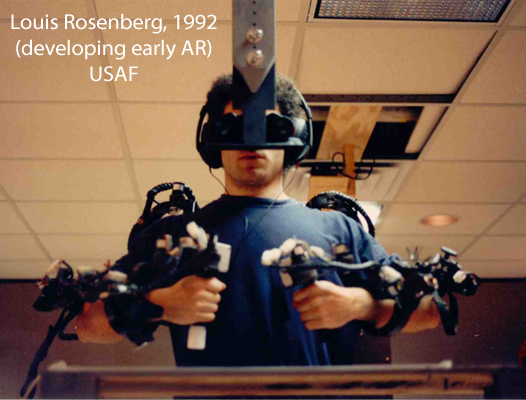
路易斯·羅森堡的測試用虛擬導具，是第一個開發的擴增實境系統（1992年）

虛擬導具最早是由美国空军阿姆斯壯實驗室的路易斯·羅森堡在1992年開發，是第一個架設的沉浸式（immersive）擴增實境系統。當時的三度繪圖太慢，無法繪製出複雜及空间配準（spatially-registered）的擴增實境，Virtual Fixtures用了二個實體的機器手臂，由用戶穿戴的完整上身外骨骼來控制。為了讓使用戶者有沉浸式的感受，在光學配置上有配置一對對準的雙筒放大鏡，讓使用者看機器手臂的視角類似他看自己手臂的視角。結果是空间配準的沉浸式體驗，使用者移動其手臂時，會看到機器手臂在他手臂應該在的位置。系統也會有電腦生成的虛擬疊加物，像是模擬的實體屏障、區域以及指引，目的是為了協助使用者處理在實際空間中的任務。
虛擬導具的费茨法则性能測試是在一系列人體測試物件上進行的。這是第一次證明，透過提供給使用者沉浸式的擴增實境疊加物，可以顯著提昇人類在真實世界中處理靈巧事物的能力

## 概念

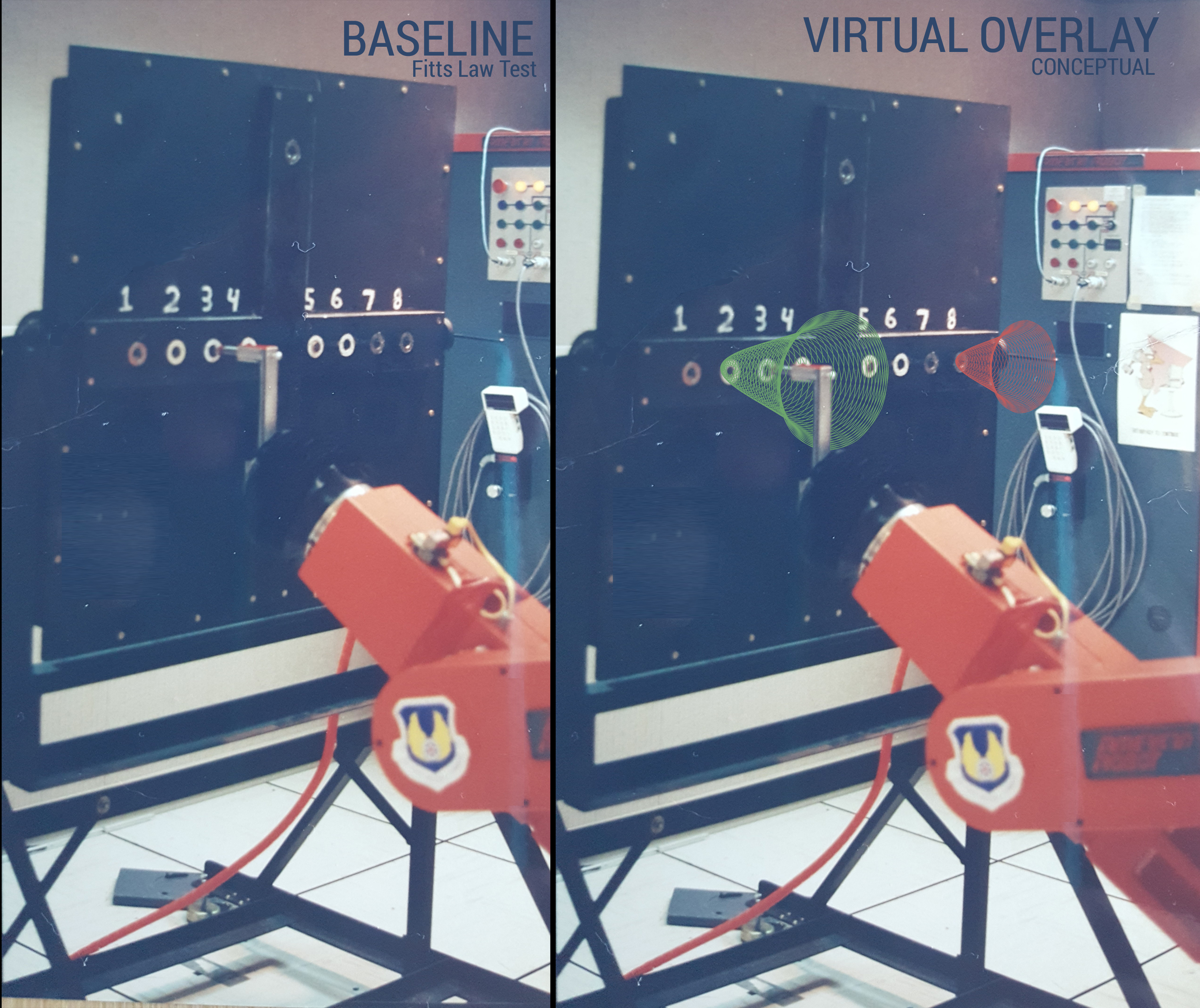
1992年羅森堡使用的虛擬導具，提昇由遙控機器人控制進行费茨法则peg-board任務時的性能

虛擬導具的概念最早是由羅森堡在1992年所提出，是為了提昇人們在工作場合的直接任務以及遠端遙控任務的效能，所增加的虛擬感知資訊。虛擬感知資訊可以顯示成物理實體的結構上，在空間上配準，讓使用者
感知上可以將虛擬感測資訊視為是實際工作環境的一部份。虛擬感知疊加也可抽象化，具有一些實際物理結構沒有的特質。這種感知疊加的概念很難視覺化，也不容易討論，因此出現了虛擬導具（virtual fixture）的名詞。為了要說明虛擬導具，常常類比為實體世界中的尺。要徒手在紙上畫出筆直線條，對大多數的人而言很難作的又準確又快速。但是若有尺作為輔助，人們就可以快速且準確的畫出筆直線條。尺的作用是輔助繪圖者的筆，可以沿著尺畫出直線，減少繪圖者的手部抖動以及精神負荷，進而提昇結果的品質。
羅森堡對虛擬導具的定義遠比導引終端致動器的範圍要廣。例如聲音的虛擬導具可以用聲音提供有關終端致動器的位置資訊，提昇使用者的覺察能力。羅森堡認為成功的虛擬導具不只是使用者被虛擬導具引導而已，而是使用者在遠端工作環境有更像是在現場的體驗。不過，在探討人機協作系統時，常用「虛擬導具」一詞來敘述和任務相關的虛擬輔助，重疊在實體環境上，指引使用者在工作區域往預期的方式移動，並且避免使用者往不希望進入的方式移動。以下有些針對這類虛擬導具的敘述。
虛擬導具可以是「導引式虛擬導具」（guiding virtual fixtures）或「禁入區虛擬導具」（forbidden regions virtual fixtures）。例如要遙控車輛到特定位置執行任務，但是在附近區域中不能進入的坑洞，即可將包括坑洞在內的區域畫成禁入區，讓操作者不會將車輛遙控到禁入區內。
不過就算設立了禁入區，操作者的操作仍可能有誤入禁入區的情形，原因可能包括远程操作回路的時間延遲，遙控呈現的效果不佳，或是有其他因素的影響。
導引式虛擬導具的目的是使設備往「建議方向」移動，並且限制設備往「不建議方向」的移動。
不論是「導引式虛擬導具」或「禁入區虛擬導具」，都可以調整導具的剛性（stiffness），若導具剛性越高，則導具是比較「硬」的，相反的，若導具剛性越低，則導具是比較「軟」的。

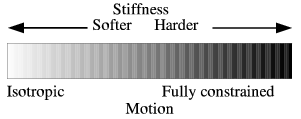
導具的剛性可以是硬或是軟。硬的導具會完全限制設備，只能在導具允許方向運動，而軟的導具可以允許和導具有一些偏差